# Milot (Haïti)
Milot (Haïtiaans-Creools: Milo) is een stad en gemeente in Haïti met 32.000 inwoners. De plaats ligt aan de voet van het Massif du Nord, 15 km ten zuiden van de stad Cap-Haïtien. De gemeente maakt deel uit van het arrondissement Acul-du-Nord in het departement Nord en bestaat uit drie gemeentesecties (section communale): Perches-de-Bonnet, Bonnet à l'Evêque en Genipailler.
Er wordt suikerriet, cacao, citrusvruchten en tabak verbouwd. Ook wordt er vee gehouden.
Na de Haïtiaanse Revolutie was Milot een tijdlang de hoofdstad van het Koninkrijk Haïti. Deze was door Henri Christophe uitgeroepen in het noorden van het land, waarbij hijzelf de titel koning Hendrik I van Haïti aannam. Hendrik I liet in Milot het paleis Sans-Souci bouwen, en in de bergen in het zuiden de Citadel Laferrière, samen het Nationaal historisch park Citadel, Sans-Souci, Ramiers. De ruïnes hiervan zijn vanuit Milot te bezoeken.

## Aardbeving 12 januari 2010
Het ziekenhuis van Milot is opgericht door de hulporganisatie van 'Het Hôpital du Sacré-Coeur' en is al jaren actief in Haïti. Na de aardbeving heeft een internationaal artsenteam hier tientallen patiënten geopereerd en met name amputaties verricht. Alle patiënten kwamen per helikopter aan vanaf Port-au-Prince.

## Indeling
De gemeente bestaat uit de volgende sections communales:
| Nr. | Naam              | Km²   | Inw.2015 |
| --- | ----------------- | ----- | -------- |
| 1   | Perches-de-Bonnet | 28.87 | 9.676    |
| 2   | Bonnet à l'Evêque | 13,75 | 13.441   |
| 3   | Genipailler       | 29,02 | 8.875    |

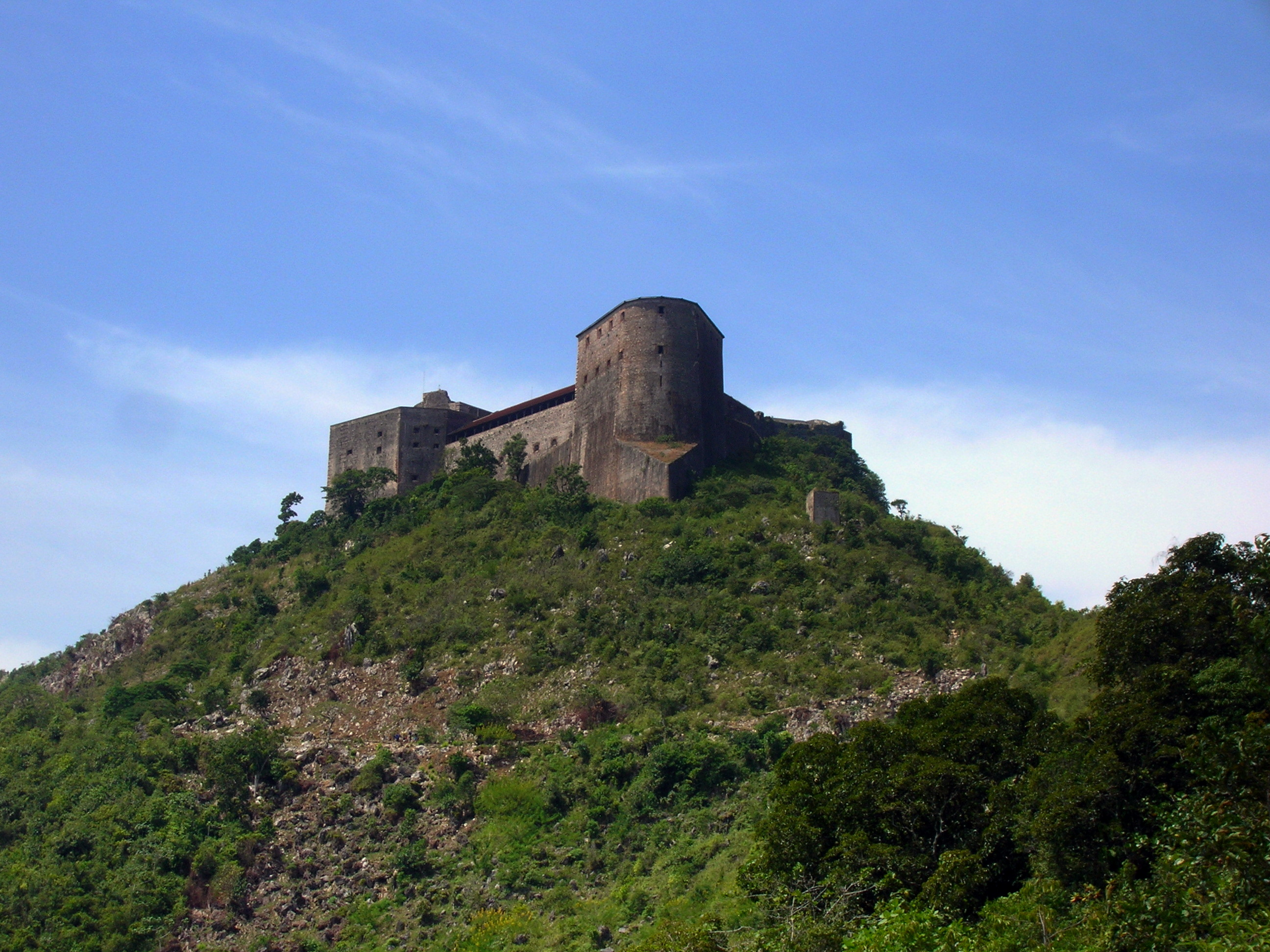
Citadel Laferrière